# Eupithecia perlineata
Eupithecia perlineata là một loài bướm đêm trong họ Geometridae.